# Костюжино
Костюжино — деревня в Великолукском районе Псковской области России. Входит в состав Пореченской волости.

## География
Расположена в 36 км к югу от райцентра Великие Луки и в 3 км к востоку от волостного центра Поречье.

## Население
| 2001 | 2002 | 2010 |
| ---- | ---- | ---- |
| 74   | ↘52  | ↘39  |

Численность населения деревни по оценке на начало 2001 года составляла 74 жителя.